# دانيال هوغن (سياسي)
دانيال هوغن (بالإنجليزية: Daniel Hogan)‏ هو فلاح وسياسي أيرلندي، ولد في 1899، وتوفي في 1 أغسطس 1980. حزبياً، نشط في فيانا فايل.

## مناصب
- انتخب عضو مجلس الشيوخ من أيرلندا عن دائرة القائمة الزراعية [الإنجليزية]‏ وقد انضم خلال فترته النيابية ‏ (8 سبتمبر 1943 – 5 يوليو 1944) للكتلة البرلمانية فيانا فايل.
- انتخب عضو مجلس الشيوخ من أيرلندا عن دائرة القائمة الزراعية [الإنجليزية]‏ وقد انضم خلال فترته النيابية ‏ (18 أغسطس 1944 – 12 مارس 1948) للكتلة البرلمانية فيانا فايل.
- انتخب عضو مجلس الشيوخ من أيرلندا عن دائرة القائمة الزراعية [الإنجليزية]‏ وقد انضم خلال فترته النيابية ‏ (22 مايو 1957 – 1 سبتمبر 1961) للكتلة البرلمانية فيانا فايل.
- انتخب عضو مجلس الشيوخ من أيرلندا عن دائرة القائمة الزراعية [الإنجليزية]‏ وقد انضم خلال فترته النيابية ‏ (14 ديسمبر 1961 – 28 أبريل 1965) للكتلة البرلمانية فيانا فايل.
- في 1938 Irish general election [الإنجليزية]‏، انتخب نائب دييل عن دائرة ليش أوفالي [الإنجليزية]‏ وقد انضم خلال فترته النيابية ‏ (30 يونيو 1938 – 26 مايو 1943) للكتلة البرلمانية فيانا فايل.